# Даг Лоуренс
Даг Лоуренс (англ. Doug Lawrence), також відомий як Пан Лоуренс, Містер Лоуренс (англ. Mr. Lawrence) — американський актор озвучування, сценарист і режисер. Відомий по озвучуванню Планктона у мультсеріалі «Губка боб Квадратні Штани».

## Фільмографія
| Роки         | Мультсеріал                                | Роль                                     | Примітки                                                |
| ------------ | ------------------------------------------ | ---------------------------------------- | ------------------------------------------------------- |
| 1993―1996    | Сучасне Роккове Життя                      | Філберт, другорядні ролі                 | Режисер, Сценарист, Розкадровщик                        |
| 1999―наш час | Губка Боб Квадратні Штани                  | Планктон, Леррі Лобстер, другорядні ролі | Сценарист, Головний сценарист (2012―2013; 2016―наш час) |
| 2004         | Губка Боб Квадратні Штани і Корона Нептуна | Планктон                                 |                                                         |
| 2005―2008    | Табір Лазло                                | Едвард                                   |                                                         |
| 2006         | Ерго Проксі                                | Собака №4                                |                                                         |
| 2007         | Похмурі пригоди Біллі та Менді             | Прибулець №2                             |                                                         |
| 2012―2014    | The Aquabats! Super Show!                  | Диктор                                   |                                                         |
| 2014         | Вондер тут і там                           | Другорядні ролі                          |                                                         |
| 2015         | Губка Боб: Життя на суші                   | Планктон                                 |                                                         |
| 2015         | Дядько-Дідо                                | Філіп                                    |                                                         |
| 2015―2019    | Могутні Мегамечі                           | Ральфіо, другорядні ролі                 | Сценарист, Головний сценарист                           |
| 2019         | Сучасне Роккове Життя: Залипання           | Філберт                                  | Сценарист                                               |
| 2020         | Губка Боб: Втеча Губки                     | Планктон                                 |                                                         |
| 2021         | Табір корал                                | Планктон                                 | Розробник, Сценарист, Головний сценарист                |
| 2021         | Шоу Патріка Зірки                          | Планктон                                 | Сценарист                                               |

### Комп'ютерні ігри
- Nickelodeon 3D Movie Marker (1996) — Філберт
- Nicktoons Racing (2001) — Планктон
- Operation Krabby Patty (2001) — Планктон
- SuperSponge (2001) — Планктон
- Employee of the Month (2002) — Планктон, Леррі Лобстер
- Revenge of the Flying Dutchman (2002) — Планктон, Леррі Лобстер
- Nickelodeon Toon Twister 3D (2003) — Планктон
- Battle for Bikini Bottom (2003) — Планктон, Леррі Лобстер, Креветка, диктор
- The SpongeBob SquarePants Movie (2004) — Планктон
- Nickelodeon Unite (2005) — Планктон
- Lights, Camera, Pants! (2005) — Планктон, Леррі Лобстер
- Creature from the Krusty Krab (2006) — Планктон
- Nicktoons Winners Cup Racing (2006) — Планктон
- Atlantis SquarePantis (2008) — Планктон
- SpongeBob SquarePants featuring Nicktoons: Globs of Doom (2008) — Планктон
- Truth or Square (2009) — Планктон
- Nickelodeon MLB (2011) — Леррі Лобстер
- Plankton's Robotic Revenge (2013) — Планктон
- SpongeBob HeroPants (2015) — Планктон
- SpongeBob SquarePants: Battle for Bikini Bottom — Rehydrated (2020) — Планктон, Леррі Лобстер, Креветка, диктор